# Festa delle Marie

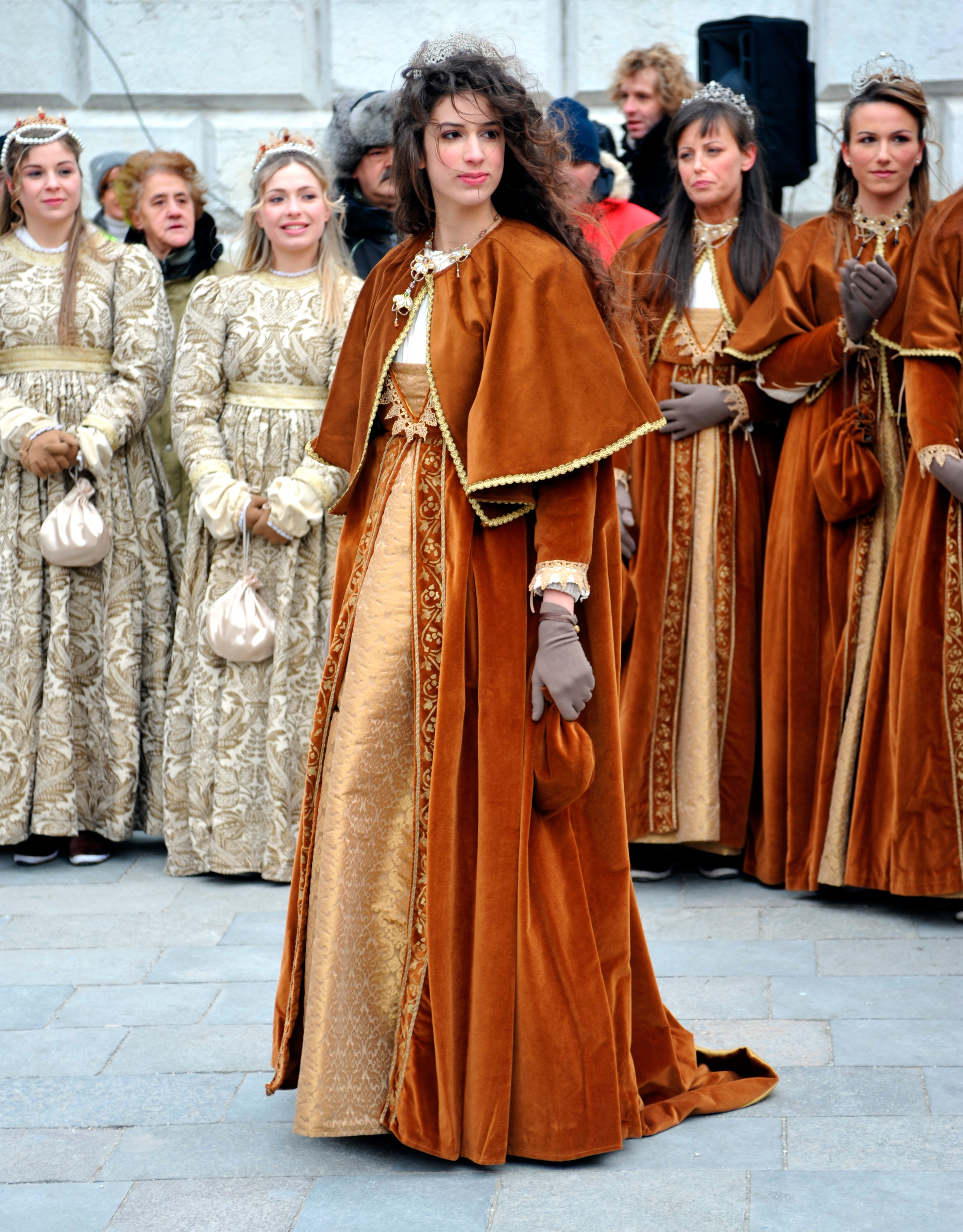
Festa delle Marie, edizione febbraio 2012

La festa delle Marie era una celebrazione tipica della città di Venezia, che si svolgeva con cadenza annuale a partire presumibilmente dal IX secolo. Soppressa nel 1379, in anni recenti la festa è tornata in auge come rievocazione storica.

## Origini
Sin dal IX secolo è attestata a Venezia l'usanza di benedire nel  secondo giorno di febbraio, festa della Purificazione di Maria, tutte le coppie che si sarebbero sposate entro l'anno.
Tra le donne che prendevano parte alla benedizione (la quale avveniva nella chiesa di San Pietro di Castello) venivano scelte le dodici più povere: esse venivano vestite con abiti sfarzosi e ingioiellate con monili preziosissimi, tutti oggetti prestati dalle principali chiese della città.
Nell'anno 973, durante una di queste celebrazioni, Venezia subì un assalto piratesco, e le spose vennero rapite insieme ai loro gioielli. La popolazione insorse e riuscì a salvare le fanciulle. Per ringraziare la Madonna della sua intercessione, venne istituita la festa delle Marie.

## Elementi ed evoluzione
La festa delle Marie prevedeva, oltre alla benedizione delle coppie, il sorteggio delle dodici fanciulle più belle tra le famiglie povere della città; ognuna di esse veniva assegnata ad una famiglia ricca, che aveva il compito di donarle vestiti, gioielli e una dote perché si potesse maritare. Nei giorni seguenti si svolgeva poi una serie di cerimonie civili e religiose culminanti con una processione di barche per tutto il Canal Grande, nel corso della quale le "Marie" (così erano chiamate le ragazze sorteggiate) facevano sfoggio della loro bellezza e dei loro gioielli. 
Le cerimonie erano accompagnate da feste danzanti, banchetti e altri gozzovigli; inoltre vedere le Marie era considerato di buon auspicio, oltre che a una festa per gli occhi del pubblico maschile: pertanto, la festa si protraeva per molti giorni (anche due settimane) e attirava molte persone provenienti da altri paesi.

## Le "Marione" e il declino
Tuttavia la festa delle Marie creava anche non poco scompiglio: accadeva spesso che le ragazze in procinto di sposarsi venissero corteggiate, e nel peggiore dei casi violentate, dagli uomini accorsi a vederle.
Inoltre il sorteggio delle Marie causava aspri attriti tra le famiglie, tanto tra quelle povere (che, in caso di perdita, protestavano per la mancata vittoria) quanto tra quelle ricche (che non volevano sobbarcarsi gli oneri economici previsti).
Così le ragazze in carne e ossa vennero gradualmente sostituite da statue di legno, chiamate  Marione o  Marie de tola (Marie di legno). Esse venivano vestite e ingioiellate, ma a differenza delle loro corrispettive "umane" non venivano munite di dote, e al termine della festa il corredo tornava alla famiglia che ne deteneva il legittimo possesso.
Con questa nuova impostazione la festa però perse molto del suo senso originario e insieme ad esso il favore dei veneziani, che reagirono in maniera sdegnata e rabbiosa cercando addirittura di sabotare la festa.
Nel 1349 la Repubblica di Venezia dovette emanare una legge per la quale chiunque lanciasse ortaggi contro la processione delle Marione sarebbe stato punito con la galera; ciò tuttavia non fece altro che far perdere ulteriormente prestigio alla festa delle Marie, che  solo trent'anni dopo fu definitivamente soppressa.

## Rievocazione storica
In anni recenti Bruno Tosi ha restituito la festa delle Marie all'interno del Carnevale di Venezia; si tratta di una rievocazione della festa originale, durante la quale dodici fanciulle veneziane sfilano in abiti medievali e rinascimentali in Piazza San Marco. Al termine della sfilata, la più bella tra esse riceve il titolo di  Maria dell'anno.

## Curiosità
Pare che il termine attuale marionetta derivi proprio dalle Marione; a Venezia è inoltre tutt'oggi usuale chiamare Maria de tola una donna particolarmente scialba e inespressiva.